# 241 Germania
A 241 Germania a Naprendszer kisbolygóövében található aszteroida. Karl Theodor Robert Luther fedezte fel 1884. szeptember 12-én.